# Schalk Burger
Schalk Willem Petrus Burger Jr. (* 13. dubna 1983 Port Elizabeth, Jihoafrická republika) je bývalý profesionální ragbista hrající v Rugby Union za kluby a Jihoafrickou ragbyovou reprezentaci. Hrával na pozici rváčka. Byl zvolen nejlepším ragbistou světa za rok 2004 (IRB Player of the Year in 2004).
V roce 2007 se stal s reprezentací mistrem světa na Mistrovství světa v ragby 2007 a v roce 2015 na Mistrovství světa v ragby 2015 získal bronzovou medaili. V roce 2002 se stal mistrem světa do 21 let. Za JAR odehrál 86 zápasů (2003–2015) a připsal si 80 bodů. 
Na klubové úrovni se stal dvakrát vítězem anglické ligy (2018, 2019) a dvakrát vítězem Evropského poháru mistrů (2017, 2019) s klubem Saracens. V roce 2012 a 2014 vyhrál s Western Province jihoafrickou ligu.

## Kariéra

### Klubová kariéra
- 2003–2014 Western Province
- 2004–2016 Stormers
- 2014–2016 Suntory Sungoliath
- 2016–2019 Saracens

## Další informace
Vlastní vinici. Jeho otec byl také profesionální ragbista. 